# Randy
Randy är ett svenskt punkband ursprungligen bildat i Piteå 1992 av medlemmar ur grupperna Ultra Hugger Mugger, Heffa Klump samt Better Change, vars enda eftermäle är medverkan på samlingsskivan Northcore - Where the Cold Things Are. Randy medverkar också på samma skiva. Gruppen spelade till en början en form av snabb skatepunk som dock med åren har utvecklats till ett mer rockbetonat sound. Idag (2005) bor tre fjärdedelar av bandets medlemmar i Stockholm. Den ende som bor kvar i Norrland är sångaren och gitarristen Stefan Granberg.
År 2000 signades bandet av Burning Heart Records men ligger numera på det amerikanska skivbolaget Fat Wreck Chords. Samtliga album har återutgivits av detta skivbolag, men de släpptes ursprungligen på Dolores Recordings (1, 2, 4) och Ampersand Records (5). Bandet har också gett ut skivor på Umeåbolagen Busted Heads Records och Ny våg Records. 
Sångaren och gitarristen Stefan Granberg medverkade även på The Lost Patrols debutalbum.

## Medlemmar
- Stefan Granberg - sång, gitarr
- Johan Brändström - sång, gitarr
- Johan Gustavsson - sång, bas
- Fredrik Granberg - trummor

### Tidigare medlemmar
- Patrik Trydvall - bas

## Diskografi

### Album
- 1994 – There's No Way We're Gonna Fit In (återutgiven 2000)
- 1996 – The Rest Is Silence (återutgiven 2000)
- 1998 – You Can't Keep a Good Band Down (återutgiven 2002)
- 2001 – The Human Atom Bombs
- 2003 – Welfare Problems
- 2005 – Randy the Band

### EP
- 1993 – No Carrots for the Rehabilitated
- 1993 – The Ska EP
- 1995 – Refused Loves Randy (med Refused)
- 2002 – Cheater
- 2003 – X-ray Eyes

### Medverkan på samlingsskivor
- 1993 - Really Fast Vol. 8 (med låten "Faster, Faster, My Ass Is Burning", Really Fast Records)
- 1994 - Hardcore for the Masses Vol. 2 (med låten "The War on a Layer of My Tooth", Burning Heart Records)
- 1995 - Purple Pain (med låten "Computer Blue", Prince-cover, Dolores Recordings)
- 1995 - Popkomm (med låten "Education for Unemployment", Border)
- 1995 - Dolores Records Promotion Sampler (med låtarna "The Itch You Can Not Scratch", "Religion, Religion" och "Education for Unemployment", Dolores Recordings)
- 1995 - Quality Punk Rock (med låten "Yesterday (When I Was Mad), Pet Shop Boys-cover, Bad Taste Records)
- 1996 - Northcore - Where the Cold Things Are (med låtarna "Nutritious Noodles" och "Read Between the Lines", Burning Heart Records)
- 1996 - Ox Compilation #25 (med låten "Whom to Blame", Ox Fanzine)
- 1996 - Dolores Records Gbg Sweden (med låtarna "Snorty Pacificial Rascal" och "Whom to Blame", medföljande gratis med Close-Up Magazine #19, Close-Up Magazine)
- 1997 - Defenders of the Opressed Breed (med låten "You're Eating from Their Hand", Nordiska samfundet mot plågsamma djurförsök)
- 1997 - Death to False Metal (med låten "Kiss Me Deadly", Lita Ford-cover, Probe Records)
- 1997 - Probably the Best Bands in the World (med låten "At Any Cost", Motor Music Records)
- 1997 - La Pluie Et Le Beau Temps (med låten "At Any Cost", Kalikof Records)
- 1998 - Definitivt 50 spänn 7 (med låten "Me and the Boys", Birdnest Records)
- 1998 - Kabuki Fights (med låten "They Fear Us", Caesar Records)
- 1998 - Definitivt 50 spänn 8 (med låten "Little Toulouse", Birdnest Records)
- 2000 - Cheap Shots Vol. 4 (med låten "Unity Train")
- 2001 - Soundcheck #45 (med låten "Addicts of Communication", Close-Up Magazine
- 2001 - Cheap Shots Vol. 5 (med låten "Summer of Bros", Burning Heart Records)
- 2001 - The Return of the Read Menace (med låten "Me and the Boys", Honest Don's)
- 2002 - MNW presenterar VM i x-pris (med låten "Proletarian Hop", MNW)
- 2002 - How We Rock (med låten "Cheater", Burning Heart Records)
- 2002 - Punk-O-Rama Vol. 7 (med låten "Addicts of Communication", Epitaph Records)
- 2002 - Reclaim the Empire (med låten "Addicts of Communication", Burning Heart Records)
- 2002 - Punk Rawk Explosion #8 (med låten "Cheater", Punk Rawk)
- 2002 - Hometaping Vol. 1 (med låten "Win or Lose", Kerrang)
- 2003 - Playstation 2 - Heartattack Tour 2003 (med låten "Cheap Thrills", Burning Heart Records)
- 2003 - Soundcheck #57 (med låten "A Man in Uniform", Close-Up Magazine
- 2003 - Punk-O-Rama Vol. 8 (med låten "Welfare Problems", Epitaph Records)
- 2003 - Smala Sussie (med låtarna "Dirty and Cheap" och "X-ray Eyes", soundtrack, Stockholm Records)
- 2004 - Rebell 10 år (med låten "Dirty Tricks", Rebell)
- 2004 - Fröken Sverige (med låten "Dirty Tricks", soundtrack, Sony Music)
- 2004 - Heartattack Compilation (med låtarna "X-ray Eyes" och "Beware", Burning Heart Records)
- 2004 - Punk-O-Rama Vol. 9 (med låten "X-ray Eyes", Epitaph Records)
- 2005 - The Northern Conspiracy (med låten "Baby Doll", Discouraged Records)
- 2005 - Soundcheck #78 (med låten "Nothing on Me", Close-Up Magazine)
- 2005 - Take Penacilin Now (med låten "Losing My Mind", G7 Welcoming Committee Records)
- 2005 - Vans Presents the Eastpak Antidote Tour (med låten "Bahnhof Zoo", Burning Heart Records)
- 2005 - Punk Rawk Explosion #18 (med låten "Beware", Punk Rawk)
- 2005 - All Areas Volume 67 (med låten "Razorblade", Visions Magazine)
- 2007 - Svenska punkklassiker Vol. 2 (med låten "Little Toulouse", MNW)
- 2009 - Wrecktrospective (med låtarna "I'm Stepping Out", "Unite" och "Freedom Song", Fat Wreck Chords)